# محافظة تاووش
محافظة تاووش (بالأرمنية: Տավուշի մարզ)‏ هي محافظة تقع في أرمينيا. يقدر عدد سكانها بـ 128,609 نسمة ومساحتها 2,704 كم2 .

## معرض الصور

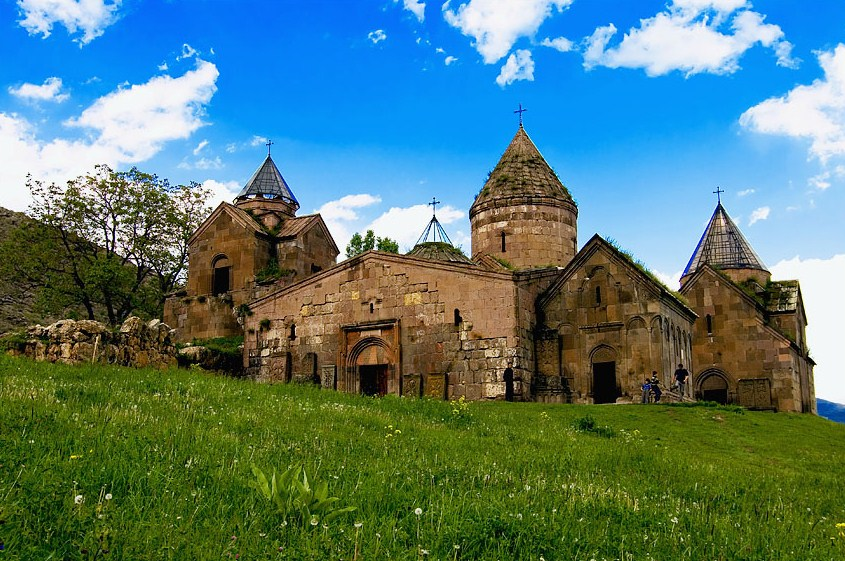
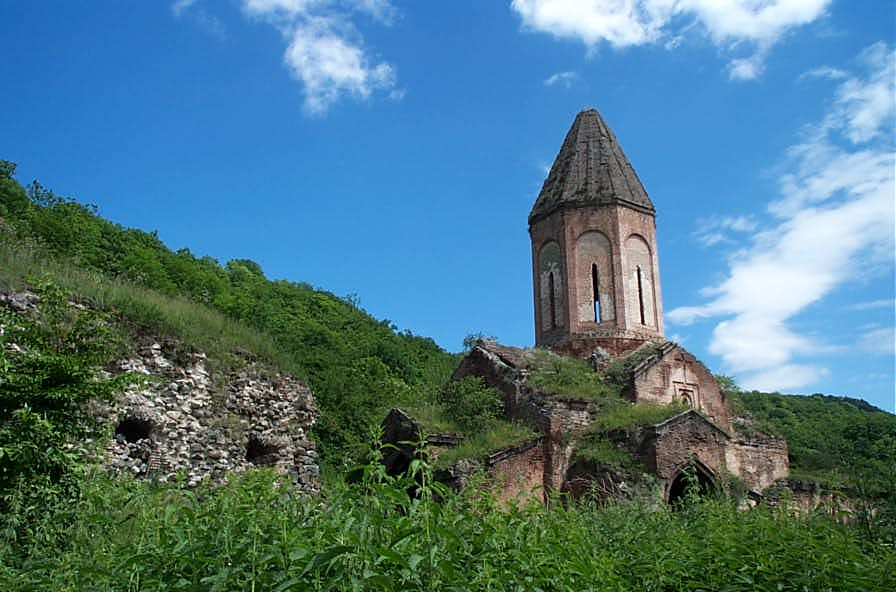
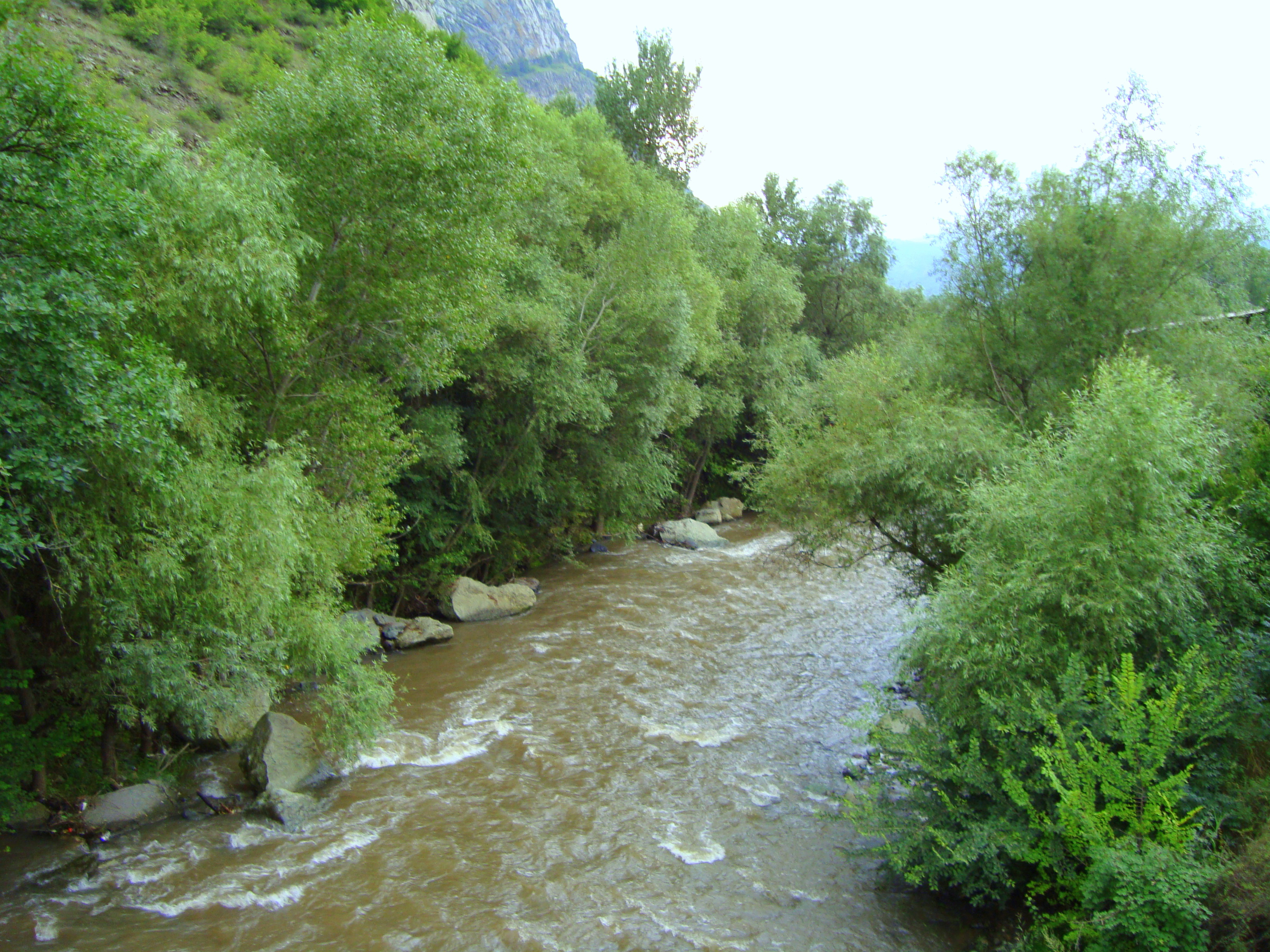
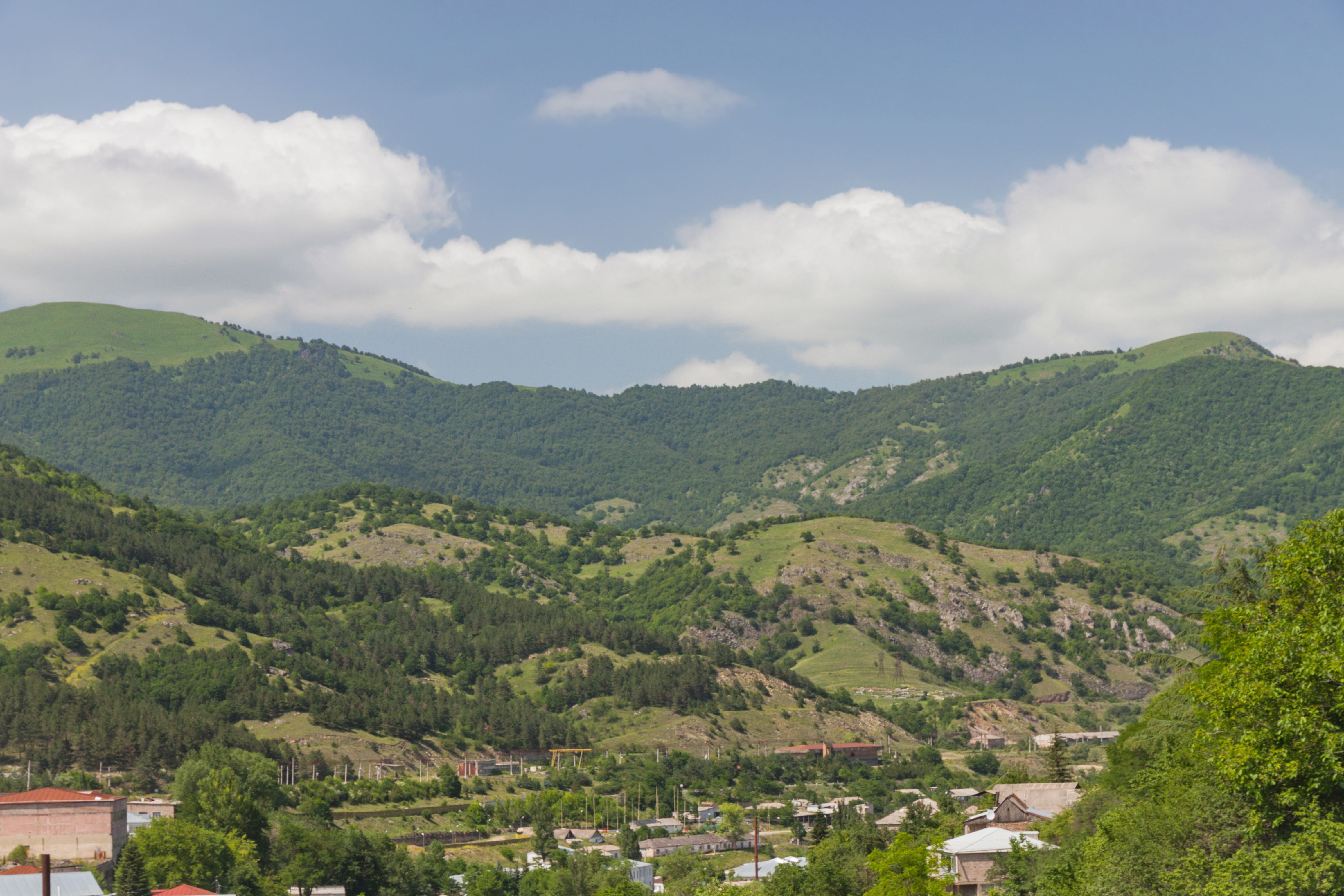
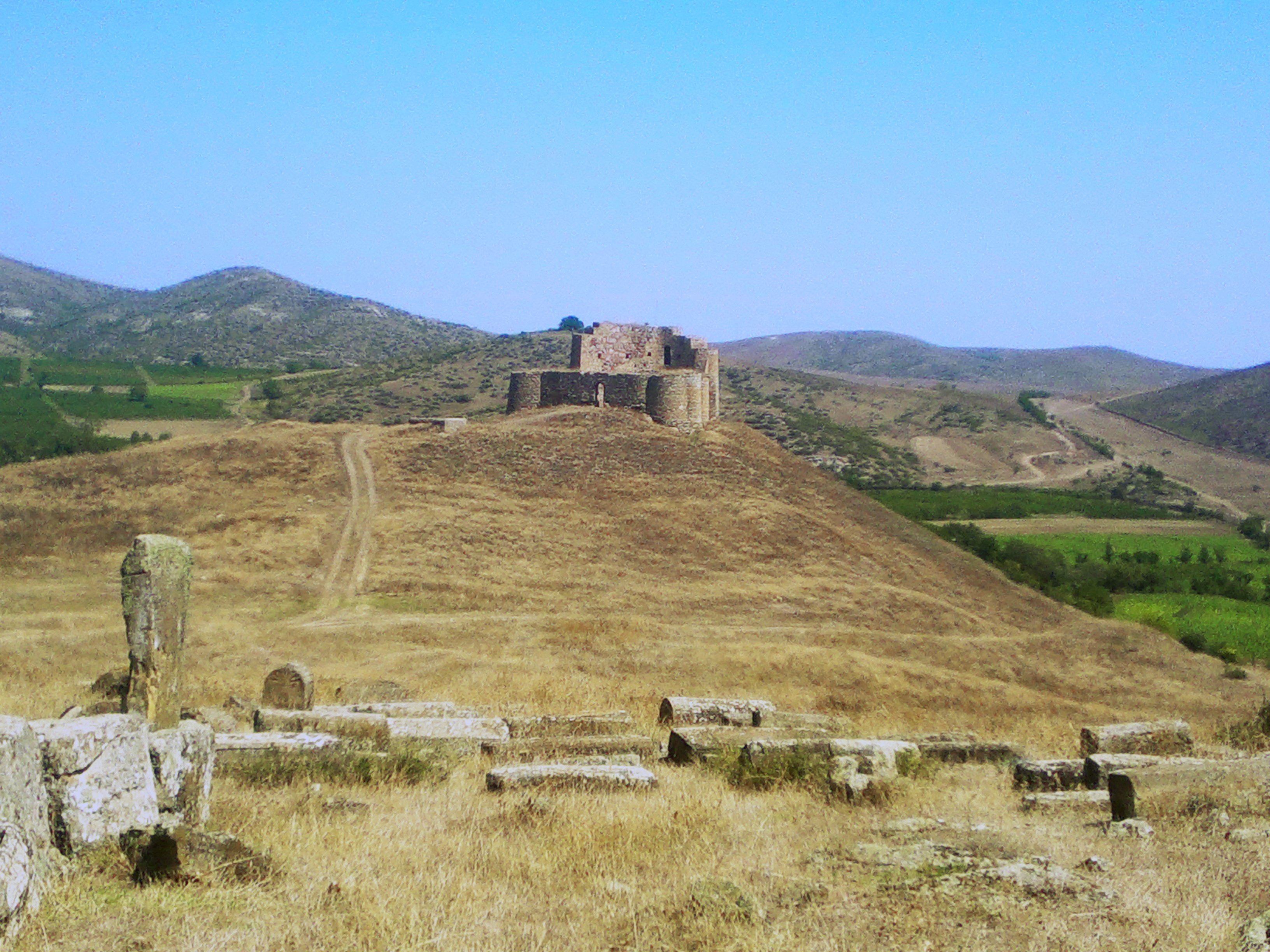

## مدن محافظة تاووش
- أيروم
- بيرد
- ديليجان
- إيجوان
- نويمبريان

## من البلدات الكبيرة والمهمة
- آتشاجور
- آتشاركوت
- Aknaghbyur
- Artsvaberd
- Aygedzor
- Aygehovit
- Aygepar
- آزاتاموت
- Bardidzor
- Berkaber
- Chinari
- تشينتشين
- Choratan
- Ditavan
- غانجاكار
- Getahovit
- Itsakar
- خاشتاراك
- Kirants
- Koghb
- Lusadzor
- Lusahovit
- Movses
- Navur
- Nerkin Karmiraghbyur
- Nerkin Tsaghkavan
- Norashen
- باراواكار
- Sarigyugh
- Sevkar
- Tavush
- Varagavan
- Vazashen
- Verin Karmiraghbyur
- Verin Tsaghkavan
- Yenokavan